# Nouvel Empire
vers -1580- – vers -1077
Entités précédentes :
- Deuxième Période intermédiaire

Entités suivantes :
- Troisième Période intermédiaire
- Royaume d'Israël

Le Nouvel Empire est la période la plus prospère de toute l'histoire égyptienne après l'âge d'or connu dans l'Ancien Empire. C'est une période de raffinement et d'évolutions qui s'étale sur un peu plus de cinq siècles. L'initiateur en est Ahmôsis Ier, premier roi de cette époque. Chasseur des Hyksôs, il va mettre en place les fondations du Nouvel Empire en compagnie de sa mère Iâhhotep et de son épouse Ahmès-Néfertary. 
Le Nouvel Empire couvre une période allant d'environ -1500 à -1000, et est formé de trois dynasties : les XVIIIe, XIXe et XXe dynasties.
Cette époque compte de nombreux personnages illustres : Ahmôsis Ier, Amenhotep, Thoutmôsis, Hatchepsout, Akhenaton, Toutânkhamon, Horemheb, Ramsès, Séthi, Taousert, Sethnakht.
C'est la période la plus connue de l'histoire égyptienne, du fait de l'expansion territoriale égyptienne ; et surtout car elle comprend beaucoup de personnalités connues. C'est de cette époque que nous viennent les plus beaux témoignages architecturaux dont les « demeures des millions d'années », mais aussi des temples édifiés pour rendre un culte aux rois défunts en adorant leur Ka (temple de Louxor, tombe de Séthi Ier, Ramesséum, Abou Simbel, etc.). C'est une période très ouverte vers le monde extérieur, comme la Crète, les Hittites (ennemi un certain temps), etc.

## Les débuts du Nouvel Empire

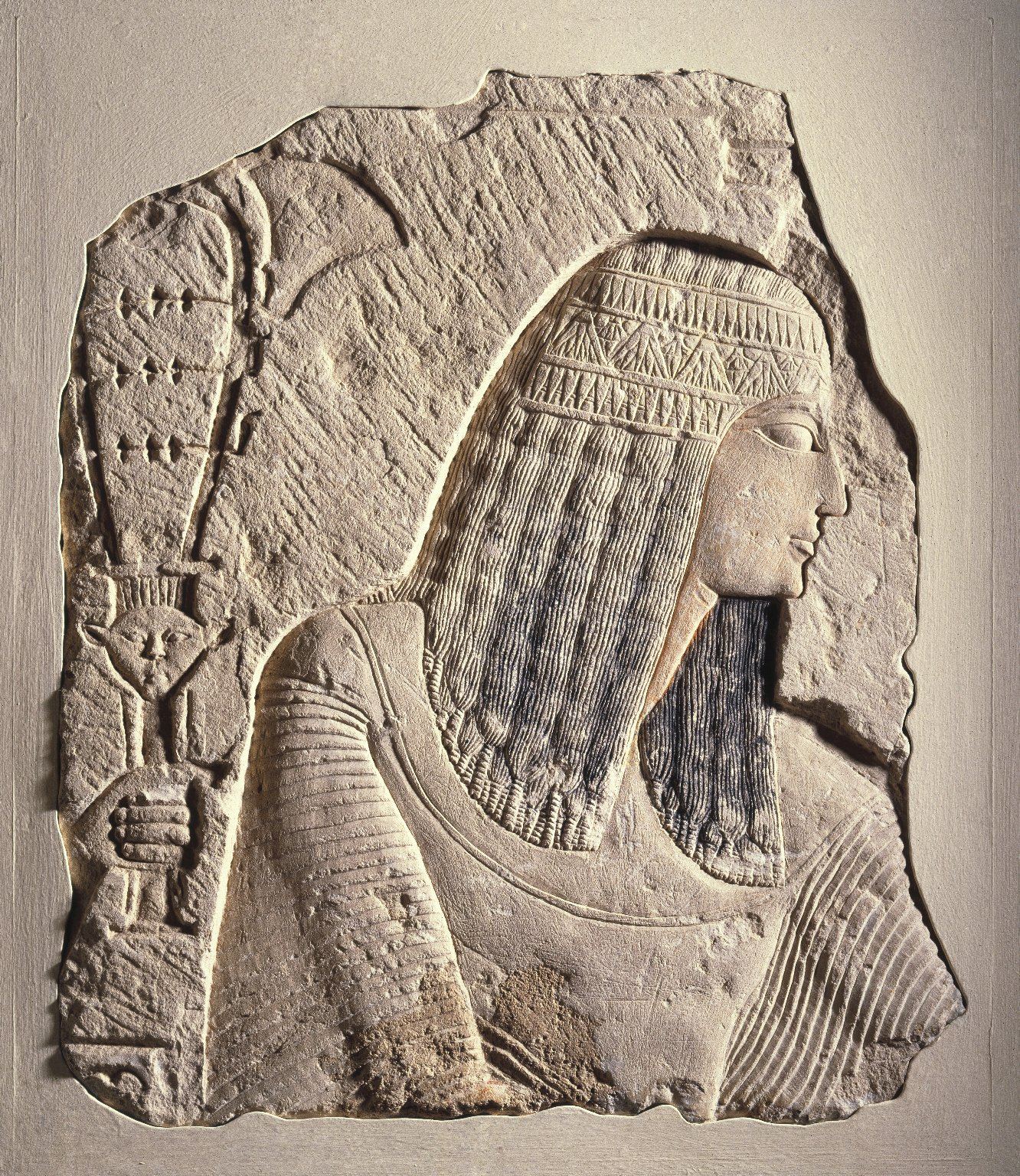
Bas relief d'un noble, v. -1295/-1070 Brooklyn Museum

Cette période commence par la fin du règne Hyksôs qui occupait la Basse-Égypte. Vers -1570, le roi Hyksôs ne contrôle plus que le nord de l'Égypte depuis Avaris, sa capitale. Ce sont les révoltes des princes thébains qui mettent fin à l'occupation des Hyksôs en Égypte. D'abord sous Kamosé qui les repousse vers le nord, leur prenant les territoires de Moyenne-Égypte. Le roi Hyksôs essaie en vain de s'allier avec des souverains nubiens de Kerma, mais son messager est fait prisonnier sur la route des Oasis.
Ahmôsis, futur roi thébain prend la ville de Memphis lors d'une seconde attaque et place ses troupes devant la ville d'Avaris qu'elles prennent. Après trois ans de siège, la dernière place forte des Hyksôs (Sharouhen, dans le désert du Néguev) est prise par les Égyptiens. C'en est fini des Hyksôs, les territoires anciennement égyptiens sont remis sous contrôle.
C'est par l'expulsion des Hyksôs hors d'Égypte et par l'unification de la Haute et Basse-Égypte par Ahmôsis Ier que commence le Nouvel Empire d'après les égyptologues. Au début du Nouvel Empire, on note surtout de grandes expansions, notamment vers l'Asie Mineure et la Nubie, qui amènent les frontières de l'Égypte du cœur de l'actuel Soudan (près d'Abou Hamed, au nord de la cinquième cataracte) jusqu'à un pays appelé Naharina (près de l'Euphrate, au nord-est du pays).
Ainsi, l'Égypte acquiert une sorte de réputation mondiale. Cependant, les territoires au-delà de la vallée du Nil ne sont pas bien contrôlés, notamment les principautés qui, bien que contrôlées par un conseiller égyptien, restent sous la domination des populations autochtones. De nombreux témoignages montrent que l'Égypte souhaite quand même dominer le monde « jusqu'à ses limites », cela restant utopique, surtout quand on sait que l'Égypte n'a jamais su pacifier la région de la Syrie septentrionale et centrale où elle rivalisa d'abord avec les princes du royaume du Mitanni puis avec les Hittites.

### La politique intérieure au début du Nouvel Empire
Ahmôsis Ier, puis Amenhotep Ier (en grec : Aménophis) imposent l'unification des Deux Terres, indispensable à la prospérité du pays. Pour cela, ils engagent des réformes telles que l'homogénéité de l'administration, de la législation, du calendrier et du culte. Amenhotep Ier est élevé au rang de dieu à sa mort pour ces actes.
À cette époque, on renforce l'importance de la famille royale au sein du culte divin. Par exemple, c'était à une princesse de la famille royale que revient le titre d'Épouse du dieu Amon, à Thèbes. Cette fonction est très importante car elle est susceptible d'apporter à la famille royale une plus grande influence politique (en raison de l'oracle d'Amon). Cette époque voit aussi Amon, dieu à l'origine seulement local, élevé au rang de dieu dynastique (constructions de temples dans tout le pays).

## Hatchepsout et ThoutmôsisIII

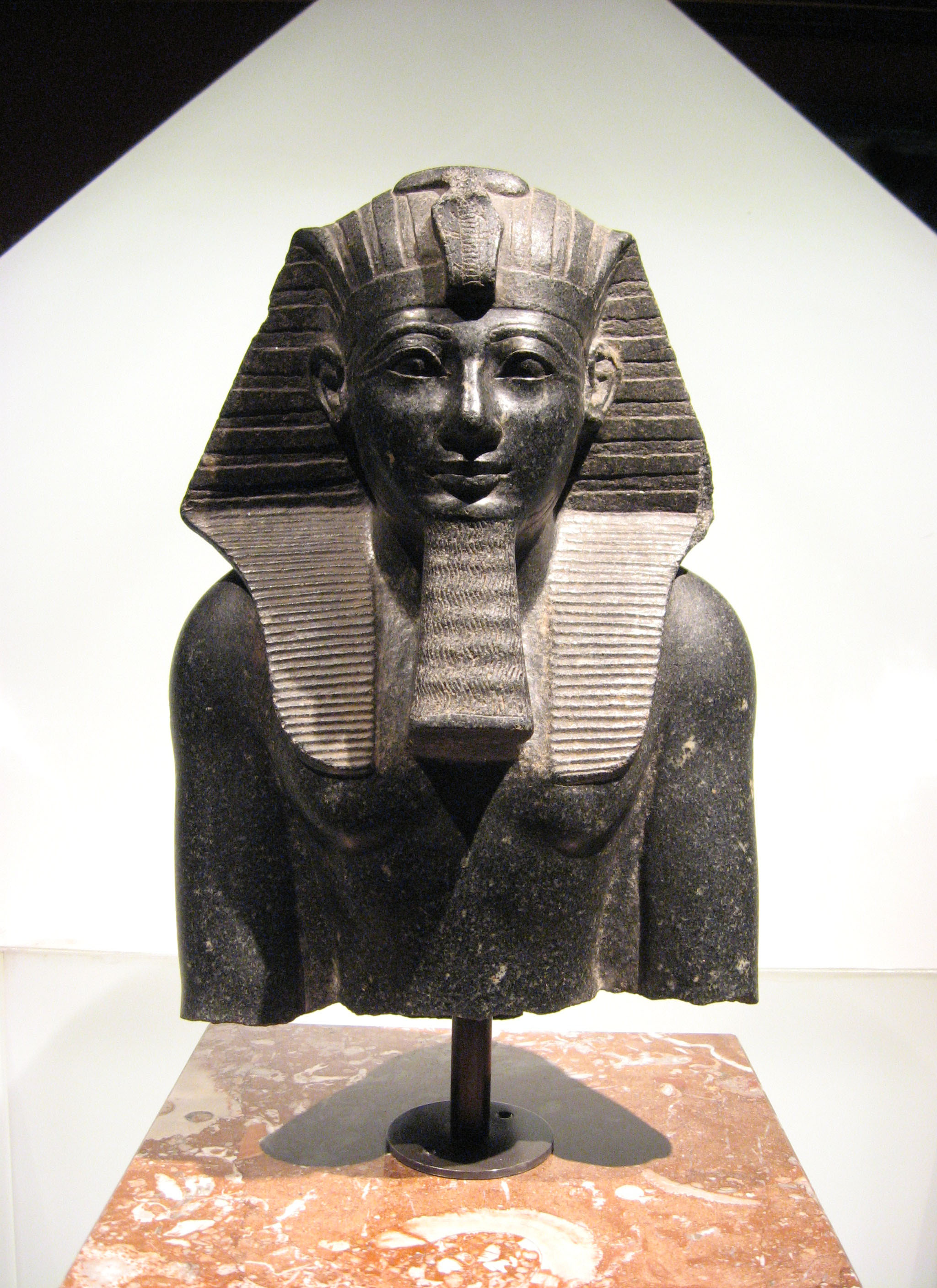

À la mort de Thoutmôsis II, c'est le fils d'une épouse secondaire, Thoutmôsis III, qui monte sur le trône. En raison de son jeune âge, la régence revint à sa tante et belle-mère, Hatchepsout, fille de Thoutmôsis Ier et épouse de Thoutmôsis II.
Hatchepsout s'impose sur le plan politique. Elle dresse de nombreux obélisques dans le temple de Karnak et construit un magnifique temple funéraire sur la rive Ouest de Thèbes, au lieu-dit Deir el-Bahari. Dans ce temple, on peut voir des scènes de théogamie, où est relatée la naissance divine du pharaon.
L'histoire retiendra une Hatchepsout pacifique et un Thoutmôsis III belliqueux et parfois même un peu trop énergique : au cours d'une chasse de cent vingt éléphants dans une plaine de l'Oronte, le roi avait fait une démonstration personnelle de son audace, mais un officier avait dû intervenir pour le tirer d'une situation périlleuse.

## Les campagnes de Syrie et de Canaan
Thoutmôsis III et Hatchepsout sont déjà partis sous les acquis de Thoutmôsis Ier qui avait conquis le Sud de Canaan, et avait imposé l'autorité égyptienne sur la Syrie au roi du Mittani. Durant le règne d'Hatchepsout, le prince de Qadesh profite de son pacifisme pour réunir des détracteurs au pouvoir égyptien ; de plus, les conflits surtout commerciaux ne cessent de croître. À la mort de la femme pharaon, les troupes de Thoutmôsis III atteignent Gaza. Après un siège de sept mois, la ville de Megiddo se rend, suivi de nombreuses principautés qui reconnaissent la suprématie égyptienne. La vingtaine d'années suivantes sont occupées par des campagnes visant à asseoir l'emprise égyptienne sur la Syrie centrale. Pour intervenir rapidement contre une rébellion possible à Qadesh, deux bases sont établies, à l'embouchure de l'Oronte, à Gaza et peut-être aussi à Damas.

## Les campagnes vers le Sud
Dès la fin de l'occupation des Hyksôs, on s'empresse de reconquérir les territoires du Sud, notamment dans la région d'Éléphantine et en Basse-Nubie où les princes de quelques cités avaient conclu des accords avec le souverain de Kerma. Thoutmôsis Ier, comme Ahmôsis avant lui, attaque le centre du pouvoir de Kerma ; la ville est assiégée et le royaume ennemi anéanti (vers -1500).
Pour continuer à contrôler ces territoires, la région est mise sous contrôle d'un vice-roi égyptien nommé fils royal de Koush et dont le pouvoir s'étend jusqu'à proximité d'El Kab, dans la région du désert oriental. Tout comme ceux des princes d'Asie du Nord, les fils des princes nubiens sont emmenés à la cour égyptienne, et élevés parmi les jeunes princes égyptiens afin de préserver leur loyauté future. Le tribut reçu du Sud est administré par le temple d'Amon à Thèbes.
On introduit le culte du roi et de ses ancêtres dans les régions du Sud en édifiant de nouveaux temples au sud de Kerma (notamment à Saïs, Soleb et Napata). On voue ainsi des cultes à Amon, Ptah et Horus. Pour protéger les massives arrivées d'or nubien, si précieuses aux yeux de l'Égypte qui en avait besoin pour consolider son prestige, des forteresses sont édifiées à la sortie du Ouadi Allaqi.
Avec les tributs du Nord ajoutés à ceux du Sud, déposés au trésor royal de Thèbes, l'influence économique de l'Égypte est devenue incontestable. Avec la fin du monopole maritime minoen en Crète, et la prise de pouvoir par Mycènes, l'Égypte a l'occasion de pratiquer plus amplement des échanges commerciaux avec les autres royaumes.
Les produits égyptiens, dont l'or était très apprécié des royaumes étrangers, n'ont pas de mal à se répandre dans toute l'Égée. Mais l'Égypte importe aussi beaucoup de produits finis, ainsi que de matières premières et de la main d'œuvre : des artisans syriens, d'Asie Mineure et de Crète viennent travailler sur les chantiers navals royaux du port de Memphis.
Le fer provient du Liban, près de Koumidou et les turquoises, des mines de Sarabit al-Khadim, dans le Sinaï. Cette ouverture sur le monde méditerranéen modifie profondément les modes et les goûts. L'ascendant des conseillers étrangers auprès du roi ne cesse de croître et de nombreux mots d'origine sémite sont introduits dans la langue égyptienne.

## AmenhotepII,ThoutmôsisIVetAmenhotepIII
Amenhotep II, fils de Thoutmôsis III poursuit les campagnes en Syrie et Thoutmôsis IV, son petit-fils impose sa politique avec le soutien de l'armée, car il avait reçu une formation militaire. Le souverain du Mitanni, qui craignait une nouvelle menace d'une grande puissance hittite aspire à des rapprochements avec l'Égypte, et permet à Thoutmôsis IV d'installer son propre dirigeant sur le trône du pays de Noukhassé, au sud d'Alleppo.
Amenhotep III n'a qu'à poursuivre la politique militaire déjà bien installée en Syrie et n'a à faire que quelques campagnes en Nubie. Il se marie avec une fille d'officier influent dans la cour de la région d'Achmim. À dix huit ans, il a une épouse secondaire, Giloukhépa, fille d'un souverain du Mitanni, avec en dot, d'importants territoires syro-palestiniens. D'autres mariages politiques ont ainsi lieu, notamment avec les filles des rois de Babylone, d'Assour et d'Arzawa en Anatolie.
Les campagnes militaires finies, le roi peut se consacrer à son pays, et prend de grandes décisions lors de sa fête-Sed. D'abord, il construit un immense ensemble palatial à Malqata, sur la rive gauche du Nil, qui disposait de son propre port. Il est alors vénéré quotidiennement à la cour comme l'incarnation du Soleil. Amenhotep fils de Hapou, érige pour le roi un imposant temple funéraire. 
Cette époque est aussi celle de la naissance du culte d'Aton, dont le nom est habituellement donné au disque solaire. D'après l'idéologie, le roi et le dieu se mêlent la nuit pour qu'au matin, le roi apparaisse sous l'incarnation d'une divine forme humaine. Aton fait de l'ombre à Amon qui est contesté par la cour, et ainsi naît une dispute entre celle-ci et les grandes familles égyptiennes.

## Akhenaton

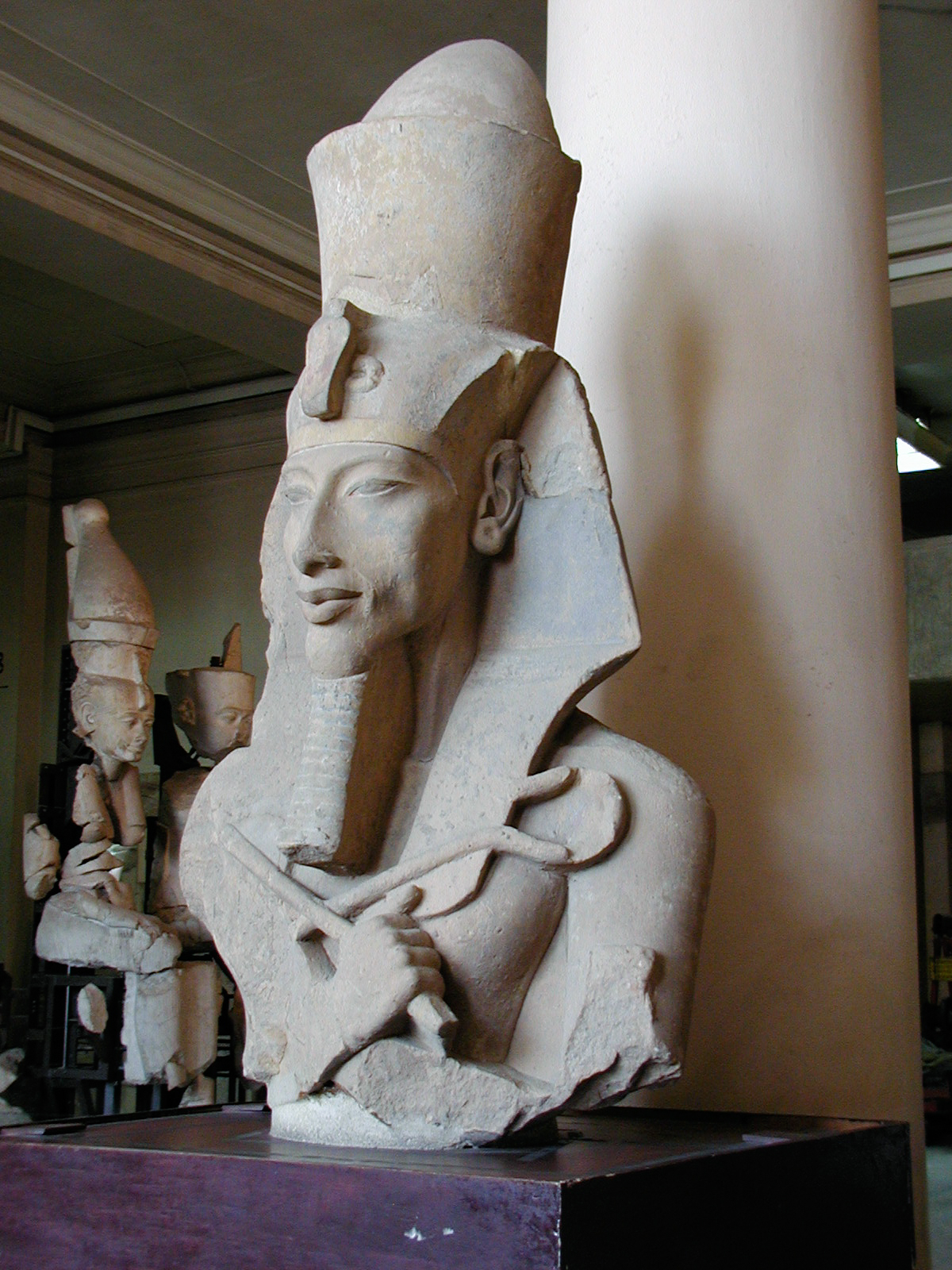
Akhenaton

Amenhotep IV, fils d'Amenhotep III et de Tiyi, épouse Néfertiti, probablement d'origine étrangère. Il a sans doute baigné depuis sa plus tendre enfance dans les discussions sur le culte dynastique du roi et de son dieu Amon. Ainsi, on peut supposer qu'il a préparé depuis longtemps le remplacement du culte d'Amon par celui du dieu solaire, ce qu'il fait effectivement, six ans après son couronnement : il supprime le culte d'Amon à Karnak, mais, au lieu de supprimer le temple, il l'utilise au profit de son dieu. Sa femme, Néfertiti, et sa fille, Mérytaton, exercent la fonction sacerdotale des anciennes épouses du dieu. Petit à petit, on supprime le nom d'Amon dans les lieux de cultes égyptiens, et la propriété d'Amon change de culte.
C'est à partir de l'an V du règne d'Amenhotep IV/Akhenaton que la reine mère ainsi que la cour au complet déménage pour le palais de l'actuelle Amarna, en Moyenne-Égypte. Akhetaton (« horizon d'Aton ») est le nom de cette ville, destinée à la fonction de capitale. En changeant de capitale, il change son nom pour être plus connu sous le nom d'Akhenaton, probablement par provocation aux règles religieuses précédentes ; il centralise le culte solaire au palais royal avec le temple du palais d'Aton et un temple funéraire, et sa tombe est volontairement édifiée loin de celles des fonctionnaires de la cour dans le désert oriental. Souvent, on représente Akhenaton par des statues répondant à la modification des canons artistiques, et non forcément à la réalité physique.
En architecture comme en sculpture on note de profondes modifications, notamment au niveau de la coupe des blocs de pierres (probablement des nouveaux modules utilisés pour tailler la pierre). Des expressions populaires font leur apparition dans des documents officiels, on parle alors de néo-égyptien. Des représentations du pharaon et de sa famille remplacent aussi les représentations des dieux locaux dans tout le pays.
Ce radicalisme s'adoucit vers l'an XII de son règne, car Akhenaton doit faire face de nouveau aux Hittites qui tentent d'exercer de l'influence sur Qadesh. Cette menace n'est pas prise à la légère par les Égyptiens comme le prouvent les différentes correspondances en écriture cunéiforme retrouvées à ce propos, et les différentes mises en garde données à l'Égypte par le roi de Byblos contre le souverain de Qadech. Pour pallier ce problème, le pharaon envoie d'abord des troupes nubiennes en Palestine pour assurer la sécurité de l'administration égyptienne, mais il finit par régler la situation par un mariage diplomatique en épousant une fille du roi kassite de Babylone.
On suppose que Kiya, une reine représentée sur les monuments de l'époque, serait une fille du roi du Mitanni. Lors de sa mort et de celle de Néfertiti, on suppose que c'est Mérytaton, la fille d'Akhenaton, qui aurait pris la place de grande épouse royale.
Akhenaton meurt sans successeur direct ; on abroge rapidement ses réformes et Amon retrouve sa place à Karnak. Le gouvernement revient à Memphis, quittant Akhetaton, et la tombe du successeur d'Akhenaton est construite comme à l'habitude à Thèbes.
Il semble, pendant cette période confuse qui suit la fin du règne d'Akhenaton et sa mort, que ce soit une reine qui monte sur le trône sous le nom  d'Ânkh-Khéperourê, mais on n'est pas certain de son identité : peut-être était-ce Mérytaton, première fille et dernière grande épouse d'Akhenaton. Peut-être en l'an II de son règne partage-t-elle le trône avec l'hypothétique pharaon Smenkhkarê, ayant demandé après la mort de son mari au roi des Hittites un prince destiné à devenir son époux, probablement pour des raisons diplomatiques (car étant elle-même de sang royal, le mariage avec elle suffirait à légitimer comme pharaon même un prince étranger). À moins que cette demande n'émane en fait un peu plus tard de la reine Ânkhésenamon, troisième fille d'Akhenaton et alors jeune veuve de son époux et demi-frère le pharaon Toutânkhamon. Après de multiples vérifications pour s'assurer de l'authenticité de la demande, l'empereur hittite Suppiluliuma Ier fait envoyer un prince qui est assassiné à la frontière égyptienne, donnant aux Hittites une raison valable de marcher sur la Syrie du Nord. Toujours est-il que le règne d'Ânkh-Khéperourê/Smenkhkarê est bref, de trois ans au maximum, et que sa position dans la chronologie est controversée.
C'est en effet sous l'influence d'Aÿ que Ânkhésenpaaton, une des filles d'Akhénaton et de Néfertiti, épouse le jeune Toutânkhaton. Le couple abandonne le culte d'Aton, revient à celui du dieu Amon et change leurs noms en Ânkhésenamon et Toutânkhamon. Le règne du jeune roi est bref, mais il reste pourtant un des personnages les plus connus de l'Égypte antique. Pourquoi ? Tout simplement parce sa tombe est restée par chance inviolée. À sa mort, c'est Aÿ qui monte sur le trône, mais il meurt très peu de temps après.

## Les Ramessides

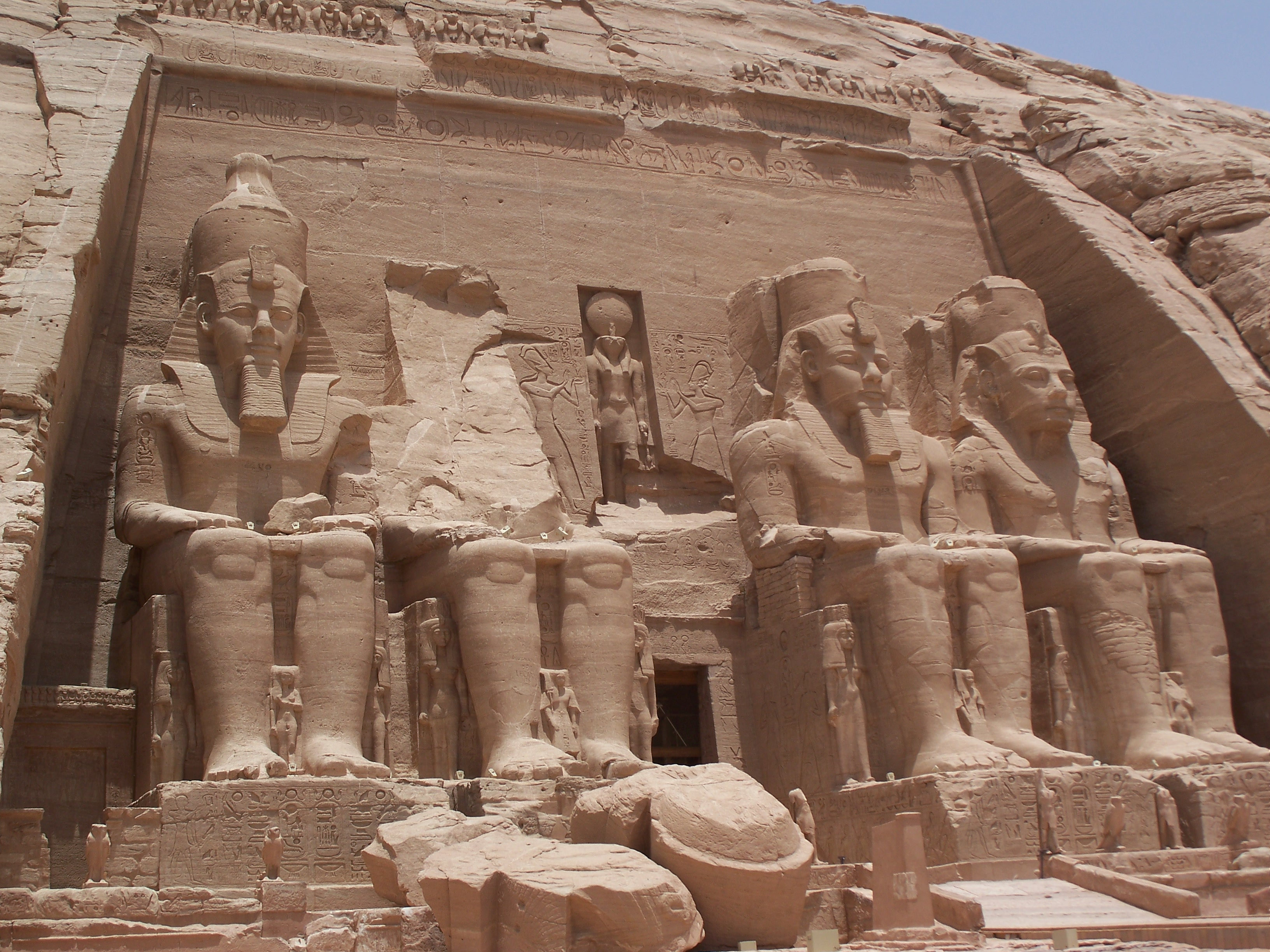
Temple d'Abou Simbel de Ramsès II

Le haut commandant Horemheb, chef de l'armée à Memphis, prend le pouvoir après le règne controversé d'Aÿ, et se fait confirmer cette prise de pouvoir par un oracle d'Amon à Thèbes. Ramsès, son suppléant militaire est désigné comme son successeur, et de son règne commence la seconde moitié du Nouvel Empire, nommée époque ramesside (XIXe et XXe dynasties).
Horemheb, puis Ramsès Ier et son fils Séthi Ier effectuent de multiples réformes à l'intérieur du pays. Séthi réhabilite le nom d'Amon et les anciens sanctuaires et fait déclarer Akhenaton roi hérétique. À l'extérieur il entreprend la consolidation des frontières réduisant les foyers de rébellions en Nubie et aux frontières orientales. Il parvient à reprendre les territoires perdus et rétablit la zone d'influence de l'Égypte jusqu'aux rives de l'Euphrate.
Stratégiquement, la capitale est déplacée à Pi-Ramsès, dans le delta du Nil oriental, proche de l'ancienne capitale Hyksôs, permettant par ses points d'eau et ses forteresses un point de départ sûr vers Canaan. La ville a une taille imposante et des activités éclectiques comme des palais, des installations militaires, divers temples destinés aux grands dieux de l'empire, des écuries et des manufactures d'armes. Ces dernières fabriquaient des boucliers hittites pour des troupes auxiliaires grâce au cuivre tiré des mines de Timna dans le Néguev. Pi-Ramsès est aussi un point militaire stratégique, permettant une action rapide des troupes égyptiennes en cas de révoltes en Palestine ou en Syrie par exemple. Il y avait là de nombreuses tribus nomades, comme les Shasous ou les Apirous (que l'on a rapproché de l'actuel nom « Hébreux »), qui gênaient le commerce par leurs guerres incessantes. Pour finir, une intervention militaire dans le pays d'Amurru (dont le centre est Qadesh) était devenue inévitable depuis qu'ils étaient passés ouvertement du côté hittite.
C'est ce que fait Ramsès II, fils et successeur de Séthi Ier, en engageant une importante guerre contre les Hittites. Lors de la bataille de Qadesh, les troupes égyptiennes sont attirées dans un piège. L'armée égyptienne a la chance de pouvoir s'enfuir lors d'une embuscade. L'armée hittite était en effet dispersée par des pillages. L'Égypte perd alors le pays d'Amourou, et bien que la bataille de Qadesh ne soit remportée par personne, les murs des temples égyptiens sont couverts des inscriptions attribuant la victoire aux Égyptiens. Cette bataille marque cependant un tournant dans l'histoire des relations entre l'Égypte et le Proche-Orient : le roi hittite, ayant des problèmes de politique interne, de famines et d'épidémies, convient avec le pharaon qu'une victoire totale n'était pas possible et signe un accord de paix. Ce premier traité de paix entre deux États dont on ait une trace tangible sera alors scellé plus tard par le mariage de Ramsès II avec une princesse hittite. Non seulement le traité dont on a retrouvé des versions dans les deux camps, définissait une alliance formelle entre les deux royaumes, mais il fixait également les frontières et prévoyait l'extradition des traîtres et condamnés par la justice des deux pays.
Ramsès meurt à quatre-vingt-dix ans, après un long règne bien occupé. Hormis ses victoires militaires et diplomatiques, il fait construire ou reconstruire de nombreux sanctuaires, portant son nom, dans tous les principaux centres d'habitation du pays. Grâce à l'or obtenu par l'exploitation intensive des mines nubiennes il assure un revenu permanent aux caisses de l'État égyptien. Les relations commerciales florissantes depuis que la paix régnait entre les deux grandes puissances de la région favorisent une nouvelle ère prospère.
Parmi sa centaine d‘enfants, Khâemouaset, un de ses fils, a la tâche de rétablir les anciens cultes dont ceux des ancêtres royaux et certaines de ses filles occupent la fonction de Grande épouse royale. Cependant malgré cet apogée apparent, l'édification des temples, les victoires successives cachent une entrée dans une crise économique profonde pour l'Égypte.
À l'ouest du pays, les Libyens s'allient aux « Peuples de la mer » et sous le règne de Mérenptah, qui succède à Ramsès II, attaquent le delta... En vain, car Mérenptah parvient à les repousser à l'issue d'une victoire totale sur terre et sur mer. 
Après le règne de celui-ci, la famille royale est déchirée par une guerre de succession que le trop grand nombre de descendants de Ramsès II rendait prévisible, menaçant le pays d'anarchie.
Le scénario qui avait vu la reprise du royaume par une famille militaire se rejoue alors et c'est Sethnakht, alors probablement vizir du nord, qui rétablit l'ordre pour son compte, installant son fils Ramsès, le futur Ramsès III, comme corégent dès son accession au trône.
Le royaume hittite était tombé sous les coups des Peuples de la mer, dévastant sur leur passage les cités d'Asie Mineure et de Chypre, les villes du pays d'Alalakh, Ougarit et Karkemish. D'après les sources dont notamment les textes relatant les exploits du roi sur son grand temple de Médinet Habou, l'Égypte était assiégée de toutes parts : par des Shardanes (que l'on a rapprochés des Sardes), des Lyciens, des Touresh, des Akhiyaouas (que l'on croit être les Achéens), des Péléset (rapprochés eux des Philistins), etc.
Malgré une triple attaque par l'ouest, l'est et la mer, menée encore une fois par les Libyens, elle est repoussée par les Égyptiens lors d'une éclatante victoire qui met un terme définitif à la progression de cette première invasion barbare.
Grâce à cette victoire et son butin correspondant, Ramsès III peut entreprendre la construction du temple de Médinet Habou qui, signe des temps, est aussi une forteresse de par ses imposantes murailles et son portail d'accès en forme de migdol (sorte de porte fortifiée renforcée de deux tours crénelées).
Les ennemis vaincus sont alors incorporés aux troupes de Pharaon et reçoivent l'autorisation de s'établir dans certaines régions du delta. Les Libyens s'intègrent rapidement et peu à peu au cours de la XXe dynastie franchissent les échelons de l'armée, gardant notamment les frontières occidentales et orientales du pays. Plus tard, ils formeront de véritables chefferies qui feront les fondations des futures dynasties de la Troisième Période intermédiaire.
Cependant, cette invasion avait profondément modifié l'environnement géopolitique du Moyen-Orient, renouvelant les forces en présence et brisant les anciennes alliances de royaumes disparus. Les échanges commerciaux et les tributs cessent peu à peu, et c'est à dater de ce moment que s'installent les Philistins à Gaza et à Ashdod, aux portes de l'Égypte.
Avec la perte des tributs et la demande constante de l'entretien de troupes de mercenaires (et peut-être aussi une baisse du rendement de l'or nubien), l'Égypte s'enfonce dans un déclin économique qui se traduit par une déstabilisation du système sur lequel se fondait l'économie de l'empire. La désorganisation de l'administration et probablement une corruption accrue des élites de la société, le tout associé à des famines occasionnées par des crues insuffisantes, entament durablement les réserves de l'État. De grands procès sanctionnent des scandales qui éclaboussent Thèbes à la fin de la dynastie. Ils font état de véritables complots y compris contre la personne royale. Ramsès III, à la fin de son règne est victime d'une conspiration du harem qui atteint mortellement le roi et qui sera punie par son fils légitime et successeur Ramsès IV.
Pour couronner le tout, la main-d'œuvre dans la Place de Vérité travaillant aux tombes royales se met en grève, faute d'approvisionnement régulier. Le Papyrus de la Grève relate ce premier mouvement ouvrier connu de l'Histoire.
Les successeurs de Ramsès III ne peuvent qu'observer la chute de l'influence de l'Égypte qui, règne après règne, perd ses principales conquêtes et ne sont que les témoins de l'éclatement interne du pays.
Toujours à Thèbes, de véritables associations de malfaiteurs n'hésitent pas à piller les tombes de leurs ancêtres dénotant certes une transgression morale impensable aux dynasties précédentes mais traduisant surtout une réalité économique plus catastrophique que ne le laissent imaginer les grandes œuvres du règne qui se résument parfois à un hypogée royal commandé par des souverains de plus en plus isolés dans leur fonction régalienne et qui n'avaient plus vraiment les moyens de les achever.
Des tribus libyennes profitent du déclin égyptien pour s'infiltrer dans le pays développant l'insécurité des routes commerciales et pillant les temples thébains.
Devant l'anarchie grandissante et l'incapacité des administrateurs locaux à garantir l'intégrité du royaume, Ramsès XI fait appel au vice-roi de Nubie, Panéhésy pour rétablir l'ordre.
Celui-ci entame alors une guerre civile contre Amenhotep, le grand prêtre d'Amon à Thèbes qu'il destitue, fait emprisonner et déporter dans le désert occidental. C'était sans compter avec les ambitions du vizir et général Hérihor, probablement fils ou parent d'Amenhotep, qui reprend le dessus et repousse Panéhésy au-delà de la frontière traditionnelle au sud d'Assouan. Le prix de cette victoire est la perte définitive de l'emprise égyptienne sur la Nubie et le Soudan qui désormais formeront un royaume indépendant.
Un nouvel équilibre semble être recouvré et, plein d'espoir, la fête du Renouvellement des naissances de Ramsès XI, qui a pour but de définir une nouvelle orientation politique et d'instaurer une situation stable, n'a pas de réelles retombées et le pharaon doit assister à l'effondrement de son pouvoir sur Thèbes. En effet, c'est alors qu'Hérihor-Siamon qui avait succédé à Amenhotep dans la charge de grand prêtre d'Amon s'arroge les pouvoirs royaux sur la Thébaïde et instaure une dynastie parallèle fondée sur une théocratie définie par l'oracle d'Amon-Rê. Le clergé d'Amon, devenu une véritable dynastie, prend le pouvoir en Haute-Égypte. C'est la fin du Nouvel Empire.

## Littérature
Au Nouvel Empire où la littérature et l'art connaissent un nouvel âge d'or, les formules et incantations couvrant les sarcophages du Moyen Empire sont transposées sur des papyrus. Les livres des morts étaient probablement fabriqués dans la maison de vie, une institution religieuse qui faisait partie intégrante des grands temples. C'est un lieu d'instruction religieuse. C'est là aussi qu'on élaborait les rituels et les mythes et que l'on rédigeait et copiait les textes funéraires. Il existait deux possibilités pour obtenir ce papyrus. La première était d'acheter un livre des morts contre une somme très élevée. Mais on sait que dans l'Égypte antique beaucoup de livres des morts ont été fabriqués sans mention du propriétaire. Si bien que lorsqu'un acheteur se présentait, il suffisait de rajouter son nom dans les espaces laissés en blanc prévu à cet effet. Le rouleau était déposé près de la momie ou glissé dans les bandelettes.
La taille du manuscrit dépendait du nombre de formules qu'il contenait. Les archéologues ont mis au jour plus de 25 000 exemplaires du livre des morts. Les plus anciens datant de -1500 et les plus récents du IVe siècle. Ils pouvaient contenir 165 chapitres mais c'était rarement le cas. L'un des chapitres le plus connu est le chapitre 125 qui correspond à la pesée du cœur. L'âme du défunt est pesée contre la plume de la vérité de la déesse Maât. Si le cœur est plus lourd que la plume de la vérité, le défunt sera immédiatement dévoré par la Grande Dévoreuse Ammout. Au contraire si le cœur est aussi léger que la vérité le défunt accède au royaume des morts.

### Sources
- (en) Elizabeth Frood, Biographical Texts from Ramesside Egypt, Atlanta, 2007
- Claire Lalouette, Textes sacrés et textes profanes de l'ancienne Égypte, Paris, 1984 et 1987
- William L. Moran, Les lettres d'El Amarna, Paris, 1987

### Ouvrages généraux sur l’Égypte antique
- (en) Kathryn A. Bard (dir.), Encyclopaedia of the Archaeology of Ancient Egypt, Londres et New York, 1999, 968 p. (ISBN 0-203-98283-5).
- (en) Donald B. Redford (dir.), The Oxford Encyclopaedia of Ancient Egypt, Oxford et New York, 2001.
- Pascal Vernus et Jean Yoyotte, Dictionnaire des pharaons, Paris, Perrin, 2004.
- (en) Barry J. Kemp, Ancient Egypt : Anatomy of A Civilization, Londres et New York, 2006.
- (en) Allan B. Lloyd (dir.), A Companion to Ancient Egypt, Malden et Oxford, Wiley-Blackwell, 2010, 1276 p. (ISBN 978-1-4051-5598-4)
- Christiane Ziegler et Jean-Luc Bovot, Art et archéologie : L’Égypte ancienne, Paris, Réunion des Musées Nationaux, 2001.
- Christiane Ziegler (dir.), Pharaon, Paris, 2004 (ISBN 2-08-011345-3).
- Damien Agut et Juan Carlos Moreno-Garcia, L'Egypte des pharaons : De Narmer à Dioclétien, Paris, Belin, coll. « Mondes anciens », 2016, 847 p. (ISBN 978-2-7011-6491-5 et 2-7011-6491-5).
- Pierre Tallet, Frédéric Payraudeau, Chloé Ragazolli et Claire Somaglino, L’Égypte pharaonique : Histoire, société, culture, Paris, Armand Colin, 2023, 2e éd..

### Ouvrages généraux sur la période
- Jean-Claude Goyon, De l'Afrique à l'Orient : L'Égypte des pharaons et son rôle historique (1800-330 avant notre ère), Paris, 2005 (ISBN 978-2-7298-1944-6)
- Claire Lalouette, Thèbes, ou la naissance d'un empire, Paris, Flammarion, 1986, 642 p. (ISBN 2-08-081328-5)
- Claire Lalouette, L'Empire des Ramsès, Paris, 1985, 539 p. (ISBN 978-2-213-01534-7)
- Dominique Valbelle, Histoire de l'État pharaonique, Paris, Thémis Histoire, Presses Universitaires de France, 1998
- Claude Vandersleyen, L'Égypte et la vallée du Nil, vol. 2 : De la fin de l'Ancien Empire à la fin du Nouvel empire, Paris, 1995 (ISBN 978-2-13-046552-2)

### Études spécialisées
- Christiane Desroches Noblecourt, Ramsès II : La véritable histoire, Paris, Pygmalion, 1996, 426 p. (ISBN 2-85704-481-X, BNF 35819521)
- Christian Leblanc, Nefertari l'aimée de Mout. Épouses, fils et filles de Ramsès II, Le Rocher, Monaco, 1999  (ISBN 2-268-02947-6).
- (en) Richard Jasnow, « New Kingdom », dans R. Westbrook (dir.), A History of Ancient Near Eastern Law, vol. 1, Leyde, 2003, p. 290-359
- Florence Maruéjol, Thoutmosis III et la corégence avec Hatchepsout, Paris, Pygmalion, septembre 2007, 478 p. (ISBN 978-2-85704-894-7, BNF 41113266)
- Christian Leblanc, Les reines du Nil au Nouvel Empire, Bibliothèque des Introuvables, Paris, 2009.  (ISBN 978-2-845753075).
- Florence Quentin, Les grandes souveraines d'Égypte, Paris, Perrin, 2021, 416 p. (ISBN 978-2-262-08202-4)
- (en) Anthony J. Spalinger, War in Ancient Egypt : The New Kingdom, Malden, Oxford et Carlton (Victoria), 2005, 312 p. (ISBN 978-1-4051-1371-7)
- (en) Nicholas Reeves et Richard H. Wilkinson, The Complete Valley of Kings : Tombs and Treasures of Egypt's Greatest Pharaohs, New York, Thames and Hudson, 1996, 224 p. (ISBN 0-500-05080-5)